# Cor salvatge
Cor salvatge (títol original: Wild at Heart) és una pel·lícula estatunidenca de David Lynch estrenada el 1990 i doblada al català.

## Argument
Sailor (Nicolas Cage) i Lula (Laura Dern) s'estimen amb un amor boig, total, absolut i decideixen escapar-se a Califòrnia. Però la mare de la noia, Marietta (Diana Ladd) s'oposa a aquesta relació i contracta un mafiós, l'inquietant gàngster Santos (J E. Freeman), perquè elimini Sailor. En el decurs de la fugida, es creuaran amb nombrosos personatges estranys, també inquietants, entre els quals Bobby Peru (Willem Dafoe) i la seva amant Perdita Durango (Isabella Rossellini)...
Per un enfilall d'efectes mortífers, sensuals i aterridors s'obren les portes d'un univers negre i hipnòtic portador d'espantosos secrets.

## Repartiment
- Nicolas Cage: Sailor Ripley
- Laura Dern: Lula Pace Fortune
- Diane Ladd: Marietta Pace Fortune
- Willem Dafoe: Bobby Peru
- Isabella Rossellini: Perdita Durango
- Harry Dean Stanton: Johnnie Farragut
- J.E. Freeman: Marcello Santos
- Grace Zabriskie: Juana "la boja" Durango
- W.Morgan Sheppard: Mr Reindeer
- Calvin Lockhart: Reggie
- David Patrick Kelly: Dropshadow
- John Lurie: Sparky
- Pruitt Taylor Vince: Buddy
- Jack Nance: 00 Spool
- Freddie Jones: George Kovich
- Marvin Kaplan: Oncle Pooch
- Sherilyn Fenn: noia en l'accident de cotxe

## Premis
- 1990: Palma d'Or al Festival Internacional de Cinema de Canes.